# Mark Paston
Mark Nelson Paston (Hastinops, 1976. december 13.) újzélandi labdarúgó, aki jelenleg az újzélandi Wellington Phoenix és az Új-Zélandi válogatott játékosa.